# Robert Reinagl
Robert Reinagl (geboren 1968 in Wien) ist ein österreichischer Schauspieler, der seit 2000 dem Ensemble des Burgtheaters angehört.

## Leben und Werk
Reinagl ist in Wien geboren und aufgewachsen. Seit 2000 gehört er dem Ensemble des Burgtheaters an, wo er zahlreiche Rollen übernahm – zum Beispiel den Assistenzarzt Dr. Wenger in Schnitzlers Professor Bernhardi, den Beichtvater in Horváths Geschichten aus dem Wiener Wald, den Pfarrer in Katie Mitchells Dramatisierung von Handkes Wunschloses Unglück, den „bösen Robert“ in Cornelia Rainers Inszenierung von Pünktchen und Anton, den Vater in der Uraufführung Lumpenloretta von Christine Nöstlinger in der Inszenierung vom Martina Gredler, den Baron mit dem Trauerflor in Michael Thalheimers Inszenierung von  Horváths Glaube, Liebe, Hoffnung, den „Plutzerkern“ in Nestroys Der Talisman.
Seit 2017 spielt er Vorhangverbot!, ein Soloprogramm über die Geschichte des Burgtheaters, das der Wiener Autor Helmut Emersberger für Reinagl geschrieben hat. Derzeit ist er als Schulrat in Automatenbüffet von Anna Gmeyner in der von Regie Barbara Frey, als Minister in Thomas Bernhards Die Jagdgesellschaft, inszeniert von Lucia Bihler, sowie in Faust und Die Hermannsschlacht, beides inszeniert von Martin Kušej. Außerdem wirkte er in zahlreichen Lesungen und musikalischen Abenden des Burgtheaters mit, z. B. Wos Unguaz, ein Programm mit vertonten Texten von H.C.Artmann.
Er trat auch in vielen Festspielproduktionen auf, etwa bei den Festspielen Reichenau, beim Steirischen Herbst, beim Schrammelklangfestival Litschau und bei den Salzburger Festspielen.
Reinagl trat als Sänger gemeinsam mit  Thomas Hojsa, Helmut Stippich, Andreas Radovan, Walther Soyka, Tristan Schulze, früher auch mit Trude Mally und Kurt Girk, dem „Frank Sinatra von Ottakring“, auf.
Reinagl übernahm im Spielfilm Rimini von Peter Jaitz die Rolle des Hans und  In der TV-Komödie Bösterreich spielte er 2014 den Obermuseumswärter. In CopStories, Die Detektive und Schnell ermittelt übernahm er ebenfalls Rollen. Er war als Christian Broda in Murer - Anatomie eines Prozesses von Christian Frosch zu sehen, im Tatort, in Soko Donau, in der Komödie Hals über Kopf von Andreas Schmied, in Inside Leutnant Gustl und in 3Freunde2Feinde von Sebastian Brauneis. In Produktion: als Pathologe in Vienna Blood von Robert Dornhelm, als Josef Fischer in Klammer – Chasing the Line von Andreas Schmied.
Robert Reinagl arbeitet auch häufig als Sprecher für Radioproduktionen, Hörbücher und Dokumentarfilme und als Synchronsprecher. Er gibt auch regelmäßig Lesungen.
Außerdem lehrte er von 2004 bis 2006 an der Privatuniversität Konservatorium Wien das Fach Rollengestaltung und war von 2013 bis 2017 Lehrbeauftragter für Sprachgestaltung am Max-Reinhardt-Seminar.

## Filmografie (Auswahl)
- 2025: Totenfrau (Fernsehserie)
- 2024: Landkrimi – Bis in die Seele ist mir kalt (Fernsehreihe)
- 2023: Letzter Saibling (Fernsehreihe)
- 2023: Ein ganzes Leben
- 2022: Vienna Blood (Fernsehreihe)
- 2021: Klammer – Chasing the Line
- 2020: Landkrimi – Steirerwut
- 2019, 2021, 2024: SOKO Donau
- 2019: Tatort - Pumpen
- 2018: Murer – Anatomie eines Prozesses[11]
- 2016: Schnell ermittelt
- 2015: Cop Stories
- 2013: Bösterreich
- 2013: Ma Folie - Deine Liebe. Deine Lügen[12]
- 2007: Rimini[13]

## Besetzungen
- Burgtheaterbesetzungen von 2011 bis 2014
- Burgtheaterbesetzungen von 2014 bis 2019

## Nachweise
1. ↑  Robert Reinagl. Burgtheater, abgerufen am 12. März 2021.
2. ↑  Die Jagdgesellschaft. Burgtheater, abgerufen am 12. März 2021.
3. ↑  Salzburger Festspiele > INSTITUTION > ARCHIV > Archivdetail. Abgerufen am 12. März 2021.
4. ↑  Salzburger Festspiele > INSTITUTION > ARCHIV > Archivdetail. Abgerufen am 12. März 2021.
5. ↑  Salzburger Festspiele > INSTITUTION > ARCHIV > Archivdetail. Abgerufen am 12. März 2021.
6. ↑  Der "Sir" - Der Wienerliedsänger Kurt Girk, Menschenbilder, ORF, 29. Juni 2014
7. ↑  Inside Leutnant Gustl, VR Experience  bei crew united, abgerufen am 15. März 2021.
8. ↑  3Freunde2Feinde, Spielfilm  bei crew united, abgerufen am 15. März 2021.
9. ↑  Klammer, Kinospielfilm  bei crew united, abgerufen am 15. März 2021.
10. ↑  Suchergebnis für "Reinagl". Abgerufen am 12. März 2021.
11. ↑  Prisma Film - Filmdetail. Abgerufen am 12. März 2021.
12. ↑  Ma folie - Deine Liebe. Deine Lügen. Kinospielfilm  bei crew united, abgerufen am 15. März 2021.
13. ↑  Rimini, Kinospielfilm  bei crew united, abgerufen am 15. März 2021.

| Personendaten    | Personendaten                                                        |
| ---------------- | -------------------------------------------------------------------- |
| NAME             | Reinagl, Robert                                                      |
| KURZBESCHREIBUNG | österreichischer Schauspieler, Ensemble des Burgtheaters (seit 2000) |
| GEBURTSDATUM     | 1968                                                                 |
| GEBURTSORT       | Wien                                                                 |